# Maîtrise de garçons de Bâle
 (août 2022).
Si vous disposez d'ouvrages ou d'articles de référence ou si vous connaissez des sites web de qualité traitant du thème abordé ici, merci de compléter l'article en donnant les références utiles à sa vérifiabilité et en les liant à la section « Notes et références ».
Pour les articles homonymes, voir KKB.
Fondée en 1927, la Maîtrise de garçons de Bâle (KKB) (Knabenkantorei Basel) a célébré son 75e anniversaire en 2002. Ce chœur, issu du Chœur de garçons de l'église évangélique réformée de Bâle-Ville (Singknaben der evangelisch-reformierten Kirche Basel-Stadt) créé par Hermann Ulbrich, est aujourd'hui neutre du point de vue confessionnel. Il interprète des œuvres a cappella ou avec accompagnement d'orchestre et forme des solistes. Le répertoire s'étend de la musique religieuse ou profane à la Renaissance jusqu'à la musique contemporaine.
La maîtrise a notamment interprété les œuvres suivantes avec accompagnement d'orchestre : Le Magnificat et La Passion selon St-Marc de  C.P.E. Bach, La Passion selon saint Matthieu, La Passion selon saint Jean et L'Oratorio de Noël de J.S. Bach, La Cantate de St-Nicolas de B. Britten, Le Messie de G.F. Haendel, La Messe du Couronnement, Le Requiem de W.A. Mozart, et Elias de F. Mendelssohn.
En janvier 2005, la maîtrise interprète la Petite messe solennelle de G. Rossini.
La maîtrise organise de nombreux concerts et répond à des invitations en Suisse et à l'étranger : Maastricht, Pays-Bas, Saint-Pétersbourg, Russie, New York, Philadelphie, Seton Hall (États-Unis), Hongrie, Allemagne, Finlande, Estonie. Pour son 70e anniversaire le chœur a fait une tournée en Afrique du Sud où il a remporté un immense succès. En 1999, les chanteurs ont effectué une tournée de concerts en Tchécoslovaquie. À l'automne 2000, le chœur chantait à Berlin, Potsdam et Poznań. En juillet 2002, le chœur fêtait son 75e anniversaire au Brésil avec de nombreux concerts dans différentes villes. En 2003, le chœur prend part au festival des chœurs de Venise, Venezia in Musica.
Elle a également participé à de nombreux autres festivals : Semaines Internationales de la Musique de Lucerne, le Festival de Nantes, le Festival International de Chœurs d'Enfants de Poznań (Pologne), le Festival International de Chant Choral de Nancy.
La maîtrise prépare des solistes pour différents opéras et oratorios (Bâle, Berne, Fribourg-en-Brisgau). Le KKB est également l'hôte du Festival de Chœurs de Jeunesse Européens.
Depuis 1983, la maîtrise était dirigée par Beat Raaflaub, qui a quitté son poste en 2007. Le nouveau chef est Markus Teutschbein.